# 哈佛园
42°22′28″N 71°07′02″W / 42.37447°N 71.11719°W
哈佛园（英語：Harvard Yard），是一个位于美国马萨诸塞州剑桥的草坪，是哈佛大学校园最古老的部分之一。

## 历史
该处历史悠久，旁边有诸多建筑物，包括哈佛广场，哈佛大学大一新生宿舍，博物馆哈佛大学纪念教堂，教学楼，学系大楼，科学中心，还有哈佛大学校长办公楼。占地面积22.4英畝（9.1公頃），由铁栅栏或砖块包围起来，总共有27处大门。

## 画廊

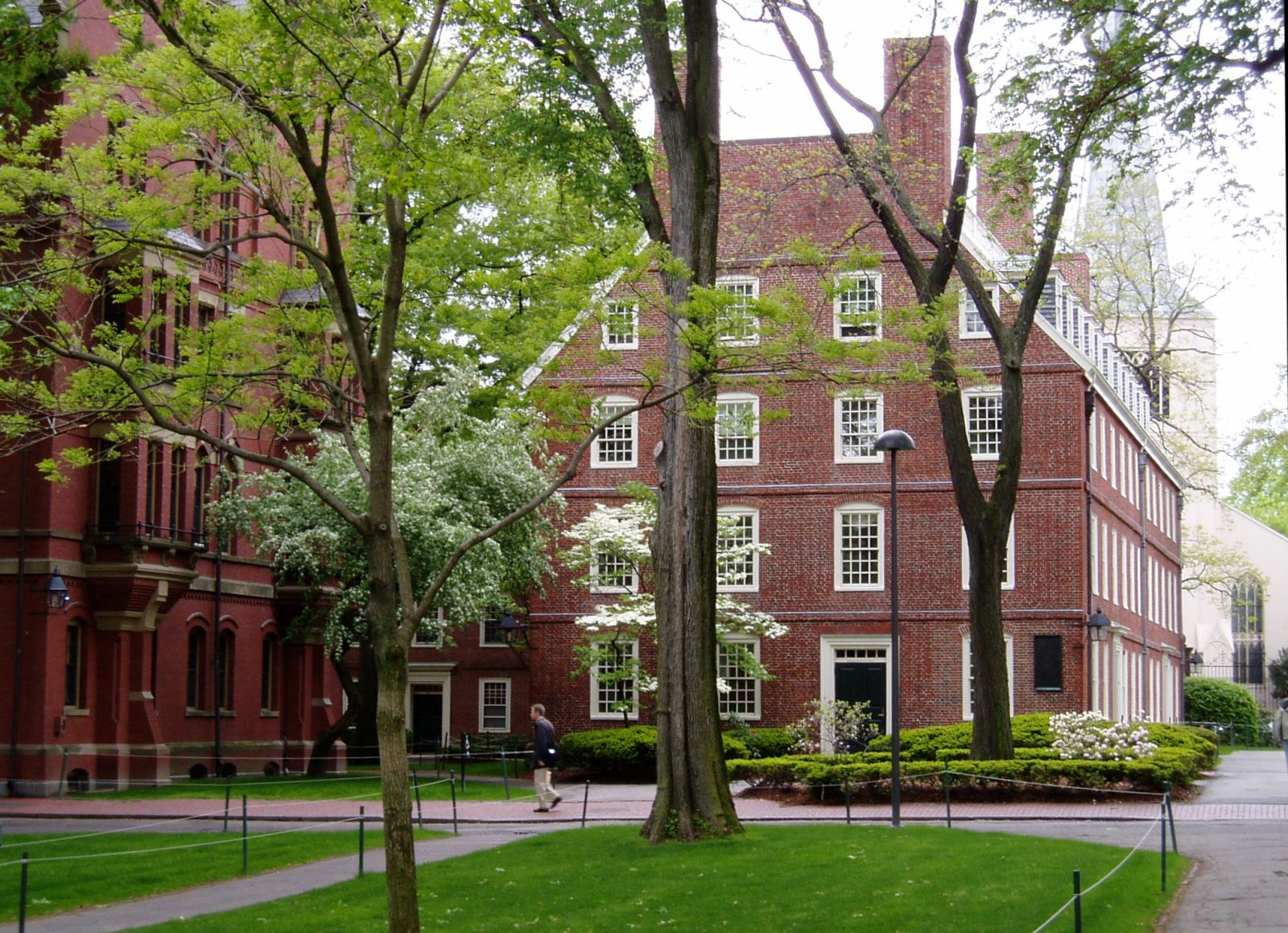
马萨诸塞大厅
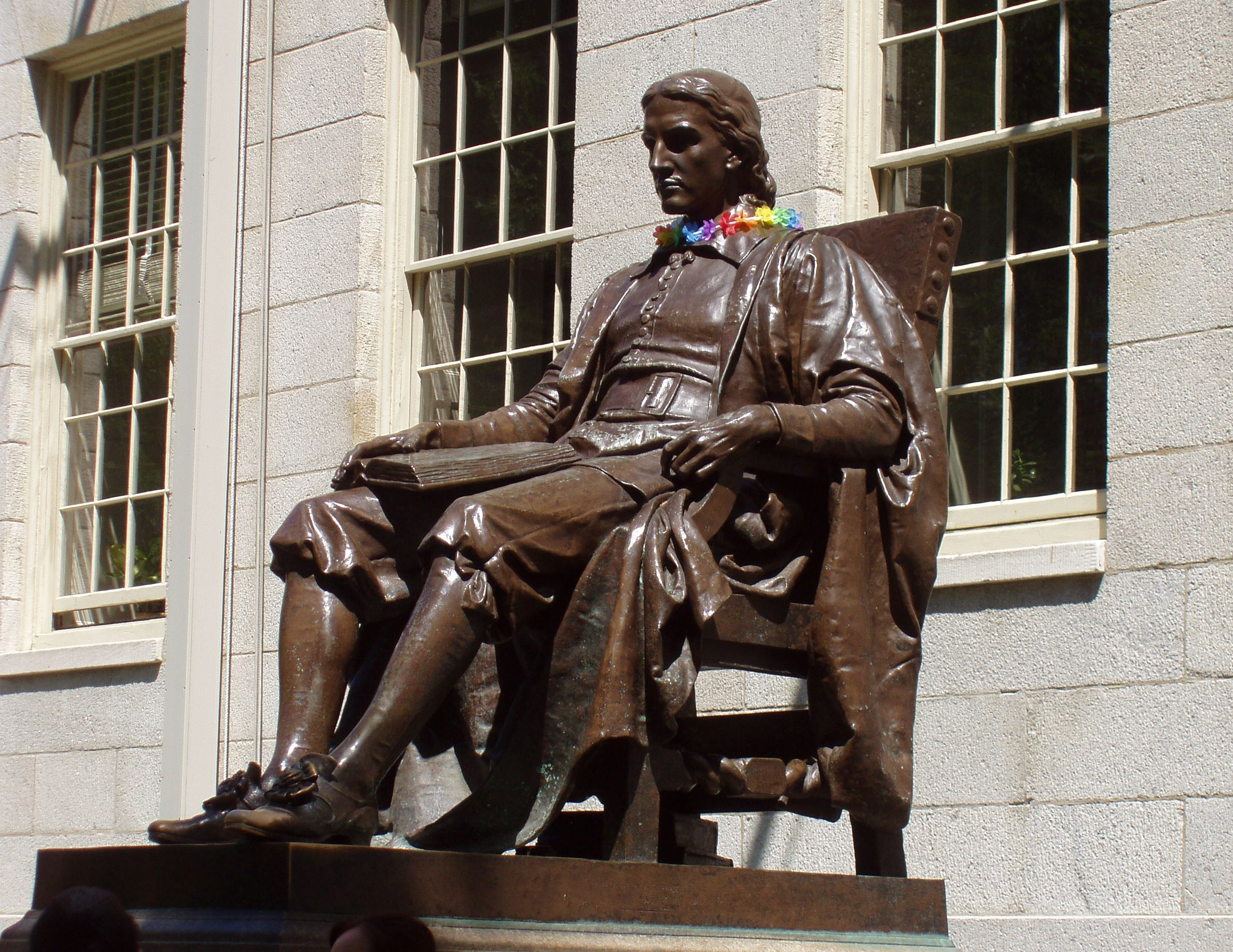
约翰·哈佛雕像
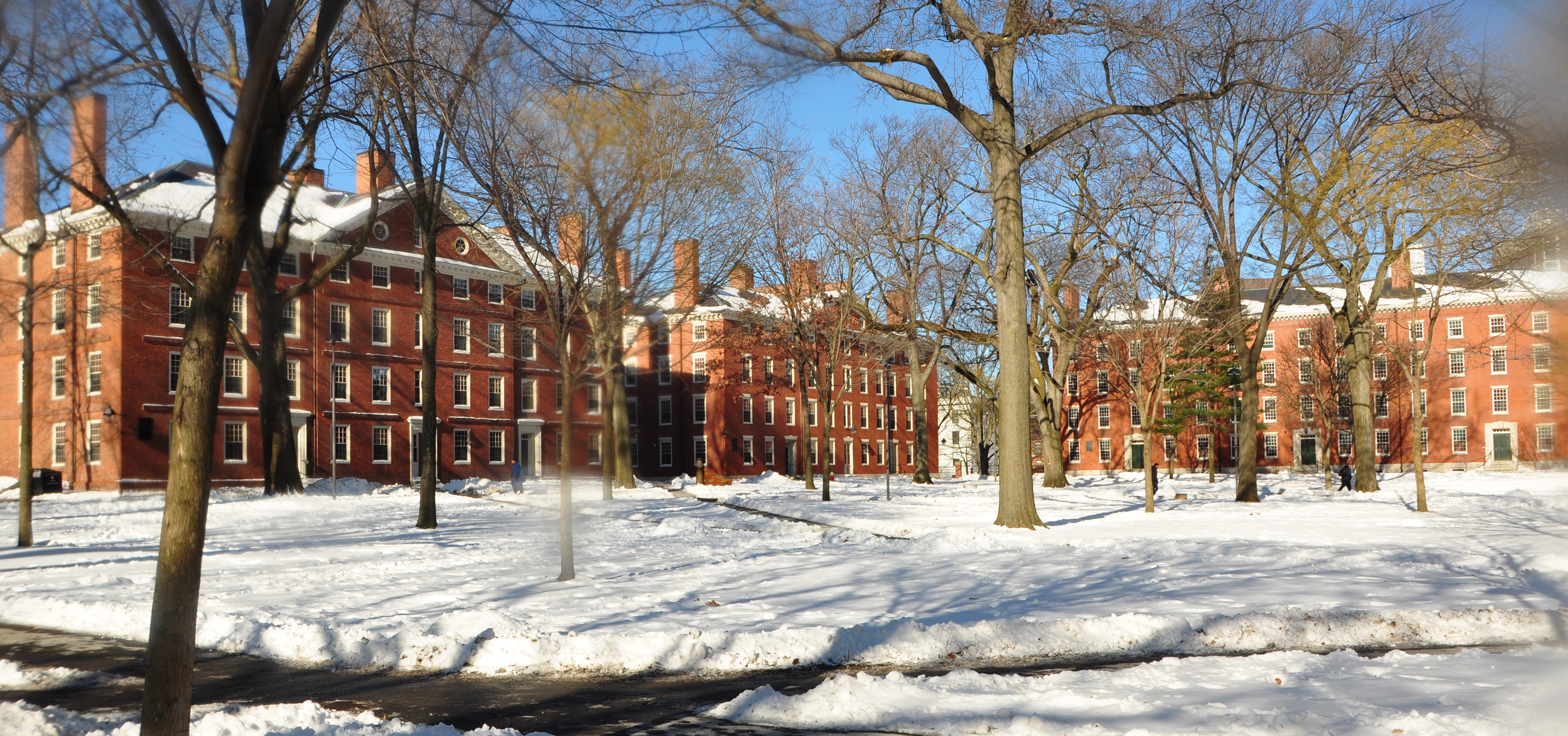
冬季
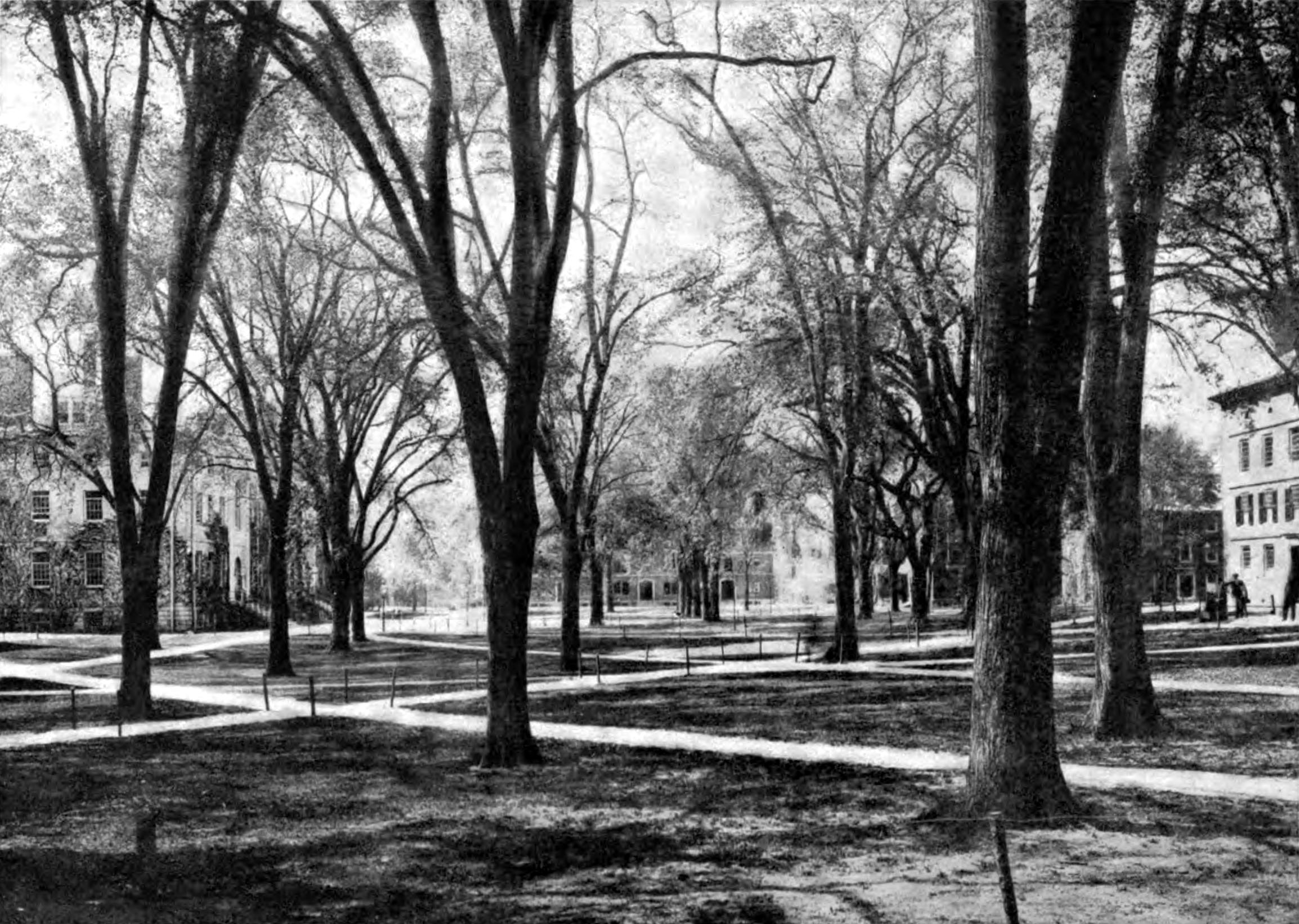
约1920年